# Sune (Vorname)
Sune (schwed. Aussprache: [ˈsʉːnɛ]) ist ein skandinavischer männlicher Vorname mit der ursprünglichen Bedeutung Sohn sowie ein weiblicher afrikanischer Vorname.

## Namensträger

### Männlicher Vorname
- Sune Almkvist (1886–1975), schwedischer Bandy- und Fußballspieler
- Sune Andersson (1921–2002), schwedischer Fußballspieler und -trainer
- Sune Berg Hansen (* 1971), dänischer Schachspieler
- Sune Bergström (1916–2004), schwedischer Biochemiker (Nobelpreis 1982)
- Sune Duevang Agerschou (* 1974), dänischer Handballspieler
- Sune Folkesson († 1247), schwedischer Fürstensohn
- Sune Jonsson (1930–2009), schwedischer Dokumentarfotograf, -filmemacher und Autor
- Sune Larsson (* 1930), schwedischer Skilangläufer
- Sune Lindqvist (1887–1976), schwedischer Archäologe
- Sune Lindström (1906–1989), schwedischer Architekt
- Sune Viktor Lundquist (1911–1975), schwedischer Kriminalschriftsteller, siehe Vic Suneson
- Sune Sik (* um 1154), schwedischer Prinz aus dem Sverkergeschlecht
- Sune Spångberg (1930–2012), schwedischer Jazz-Schlagzeuger
- Sune Svanberg (* 1943), schwedischer Atomphysiker
- Sune Rose Wagner (* 1973), dänischer Sänger, Songwriter und Bandmitglied der The Raveonettes
- Sune Wennlöf (* 1943), schwedischer Radrennfahrer